# Stanisław Kulczyński
Stanisław Leon Kulczyński (ur. 9 maja 1895 w Krakowie, zm. 12 lipca 1975 w Warszawie) – polski botanik i polityk. Poseł do Krajowej Rady Narodowej, na Sejm Ustawodawczy oraz na Sejm PRL I, II, III, IV i V kadencji, zastępca przewodniczącego (1956–1969) Rady Państwa. Wicemarszałek Sejmu I kadencji, rektor Uniwersytetu Jana Kazimierza we Lwowie (1936–1938) oraz Uniwersytetu i Politechniki we Wrocławiu (1945–1951). Budowniczy Polski Ludowej.

## Życiorys

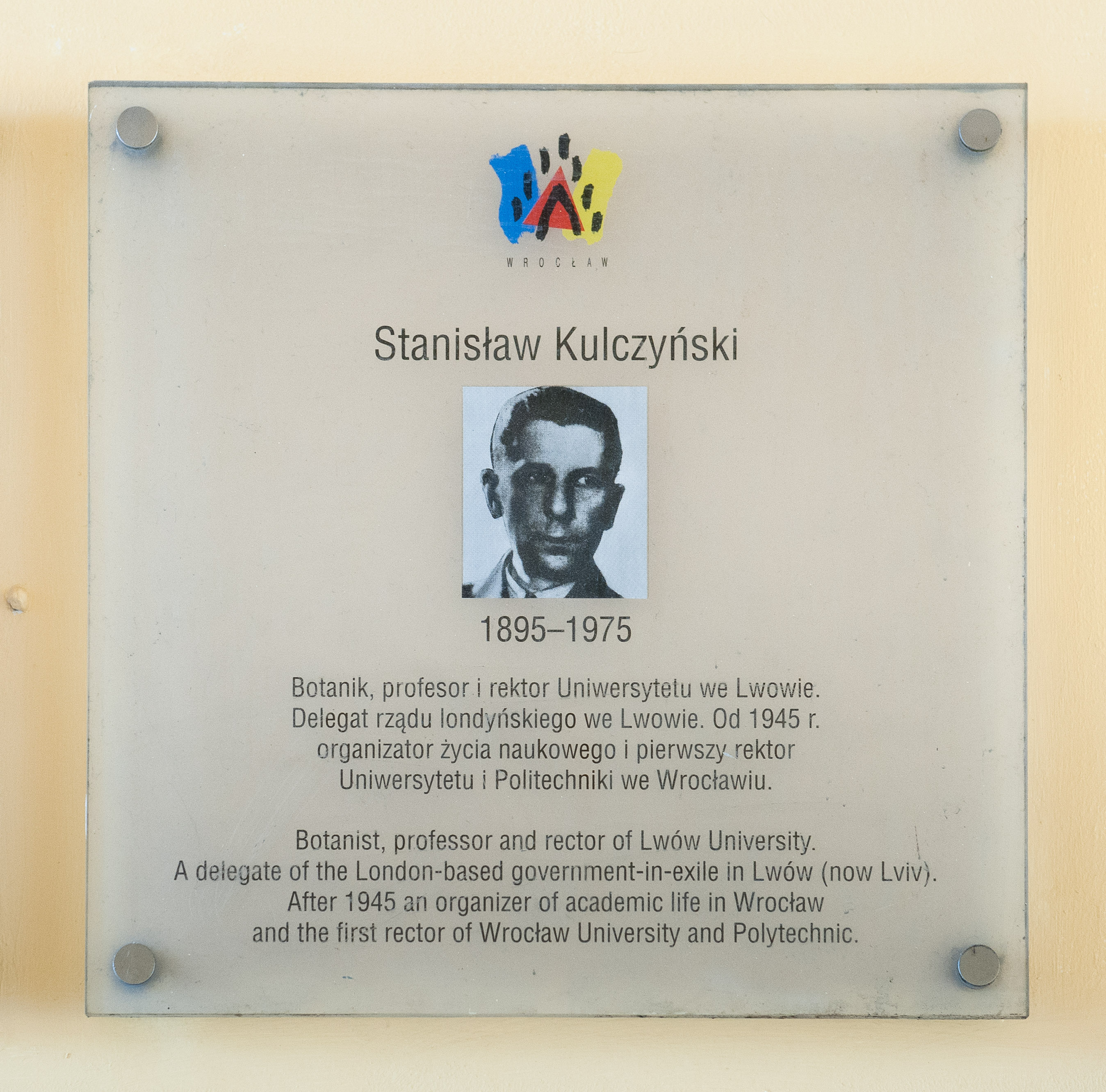
Tablica pamiątkowa we Wrocławiu

Urodził się w rodzinie Władysława (zoologa, specjalisty w dziedzinie pajęczaków, prof. Uniwersytetu Jagiellońskiego) i Anny z Chełmeckich. Ukończył studia na Uniwersytecie Jagiellońskim (był uczniem Mariana Raciborskiego i Władysława Szafera). Został wykładowcą botaniki na Wydziale Matematyczno-Przyrodniczym Uniwersytetu Jana Kazimierza we Lwowie, gdzie w 1924 objął i zorganizował Katedrę Systematyki i Morfologii Roślin, początkowo jako profesor nadzwyczajny, od 1930 profesor zwyczajny. W 1935 został członkiem korespondentem Polskiej Akademii Umiejętności. W czasie lat akademickich 1936/1937 i 1937/1938 był rektorem Uniwersytetu Jana Kazimierza we Lwowie. Zrezygnował ze stanowiska na początku stycznia 1938, protestując w ten sposób przeciwko naciskom wprowadzenia na uczelni getta ławkowego.
W 1935 został członkiem korespondentem, a w 1945 – członkiem rzeczywistym Polskiej Akademii Umiejętności; od 1919 był współpracownikiem (od 1935 członkiem) Komisji Fizjograficznej PAU; współzałożyciel i od 1952 członek Polskiej Akademii Nauk.
Po wybuchu II wojny światowej i agresji Związku Radzieckiego na Polskę z 17 września 1939 i po przemianowaniu uczelni na Lwowski Państwowy Uniwersytet im. Iwana Franki został prezesem Związku Zawodowego Pracowników Uniwersytetu (tzw. „Profspilka”, do którego przynależność była obowiązkowa). W okresie radzieckiej okupacji Lwowa nadal prowadził działalność naukową. W sierpniu 1940 był gościem Wszechzwiązkowego Komitetu ds. Nauki ZSRR w Moskwie. W czasie wojny był delegatem Rządu RP na wychodźstwie na Obszar Lwowski. Lwów opuścił w 1941 (wraz z Karoliną Lanckorońską). Zamieszkał w Krakowie, gdzie zajmował się tajnym nauczaniem na Uniwersytecie Jagiellońskim. 10 maja 1945 przybył do Wrocławia, gdzie rozpoczął odbudowę uniwersytetu. Był pierwszym rektorem połączonych: Uniwersytetu i Politechniki w latach 1945–1951.
9 lipca 1946 został mianowany przez wojewodę wrocławskiego tymczasowym opiekunem zbiorów Zakładu Narodowego im. Ossolińskich. Podjął decyzję o oddaniu na potrzeby przyszłego Ossolineum budynku dawnego gimnazjum Św. Macieja użytkowanego przez Uniwersytet, zorganizował przyjęcie zbiorów lwowskich we Wrocławiu i odpowiednio je zabezpieczył. W październiku 1946 zorganizował Towarzystwo Przyjaciół Ossolineum we Wrocławiu, którego został prezesem zarządu. Funkcję tę sprawował aż do zawieszenia działalności Towarzystwa w 1949. W 1949 jako członek Polskiego Komitetu Obrońców Pokoju był delegatem Krajowej Rady Obrońców Pokoju na Kongres Obrońców Pokoju w Paryżu. W listopadzie 1949 został członkiem Ogólnokrajowego Komitetu Obchodu 70-lecia urodzin Józefa Stalina. W czerwcu 1968 wszedł w skład Komitetu Honorowego oraz został przewodniczącym Komitetu Przygotowawczego obchodów 500. rocznicy urodzin Mikołaja Kopernika.
Zmarł w Warszawie, pochowany 17 lipca 1975 na cmentarzu Rakowickim w Krakowie. W uroczystościach pogrzebowych udział wzięli m.in. przewodniczący Rady Państwa prof. Henryk Jabłoński, prezes Naczelnego Komitetu ZSL, marszałek Sejmu Stanisław Gucwa, przewodniczący Centralnego Komitetu Stronnictwa Demokratycznego Andrzej Benesz, I sekretarz Komitetu Krakowskiego PZPR Wit Drapich, prezydent Krakowa Jerzy Pękala oraz delegacje naukowców z całego kraju. Przemówienie żałobne wygłosił Andrzej Benesz.

## Kariera naukowa
- 1918–1924 – pracownik naukowy Uniwersytetu Jagiellońskiego;
- 1924–1939 – prof. Uniwersytetu Jana Kazimierza we Lwowie (w latach 1936–1938 rektor), w czasie pierwszej okupacji sowieckiej (w latach 1939–1941) prof. Uniwersytetu im. I. Franki we Lwowie;
- od 1941 w Krakowie – pracował jako rzeczoznawca przy Izbie Rolniczej;
- 1945–1969 – prof. Uniwersytetu Wrocławskiego;
- 1945–1952 – rektor Uniwersytetu i Politechniki we Wrocławiu.

W pracy naukowej zajmował się systematyką roślin, ekologią, fitosocjologią (głównie Tatr i Pienin) i paleobotaniką; autor m.in. Torfowiska Polesia (tom I–II, 1939–1940); współautor (wraz z Władysławem Szaferem i Bogumiłem Pawłowskim) klucza do oznaczania polskich roślin naczyniowych Rośliny polskie (1924).

## Działalność polityczna
- Od 1938 – był członkiem Klubów Demokratycznych, od 1939 Stronnictwa Demokratycznego. Należał do kierownictwa stronnictwa – w latach 1949–1969 członek Centralnego Komitetu, w latach 1949–1954 członek Komitetu Politycznego CK, w latach 1954–1969 członek Prezydium CK, 1946–1954 wiceprzewodniczący Rady Naczelnej SD, w latach 1954–1956 wiceprzewodniczący CK, a w latach 1956–1969 stał na czele partii jako przewodniczący CK. Od 1969 honorowy prezes SD;
- 1952–1956 – wicemarszałek Sejmu, w latach 1956–1969 zastępca przewodniczącego Rady Państwa[16];
- 1946–1972 – poseł do Krajowej Rady Narodowej, na Sejm Ustawodawczy oraz na Sejm PRL I, II, III, IV i V kadencji; był przewodniczącym Komisji Spraw Zagranicznych (w latach 1952–1956 i 1961–1969) oraz Komisji Nadzwyczajnej Ziem Zachodnich (1957–1961);
- 1955–1967 – przewodniczący Rady Naczelnej Towarzystwa Łączności z Polonią Zagraniczną „Polonia”;
- 1957–1971 – przewodniczący Rady Naczelnej Towarzystwa Rozwoju Ziem Zachodnich;
- 1958–1975 – wiceprzewodniczący Ogólnopolskiego Komitetu Frontu Jedności Narodu;
- 1958–1973 – przewodniczący Ogólnopolskiego Komitetu Pokoju.

## Rodzina
Żonaty z Marią Kulczyńską z domu Lang (1902–1982), działaczką społeczną i polityczną. Miał córkę i syna Jana, reżysera i byłego dziekana Wydziału Reżyserii Państwowej Wyższej Szkoły Teatralnej. Jego brat Władysław junior (1890–1923) był taternikiem, siostra Wanda (1893–1968) – działaczką na rzecz ochrony przyrody.

## Ordery i odznaczenia
- Order Budowniczych Polski Ludowej (1964)[20]
- Order Sztandaru Pracy I klasy (22 lipca 1949)[21]
- Krzyż Wielki Orderu Odrodzenia Polski (1959)[22]
- Krzyż Komandorski Orderu Odrodzenia Polski (11 listopada 1937)[23][24]
- Krzyż Oficerski Orderu Odrodzenia Polski (19 sierpnia 1946)[25]
- Medal 10-lecia Polski Ludowej (14 stycznia 1955)[26]
- Medal Komisji Edukacji Narodowej (1967)[27]
- Odznaka 1000-lecia Państwa Polskiego (1963)[28]
- Odznaka honorowa „Zasłużony dla Warmii i Mazur” (1960)[29]
- Odznaka XV-lecia Wyzwolenia Dolnego Śląska (1960)[30]
- Odznaka honorowa Związku Zawodowego Budowlanych (1963)[31]
- Medal Grunwaldzki nadany przez Ogólnopolski Komitet Frontu Jedności Narodu dla upamiętnienia 550. rocznicy zwycięstwa odniesionego nad zaborczym Zakonem Krzyżackim (1960)[32]
- Krzyż Wielkiego Oficera Orderu Zasługi Republiki Włoskiej (Włochy, 1965)[33]
- Medal jubileuszowy „W upamiętnieniu 100-lecia urodzin Władimira Iljicza Lenina” (ZSRR, 1970)[34]
- Złoty Medal Pokoju im. F. Joliot-Curie nadany przez Światową Radę Pokoju (1964)[35]
- Medal „20-lecia Światowej Rady Pokoju” (1969)[36]
- Tytuł honorowego członka Towarzystwa Rozwoju Ziem Zachodnich (1965)[37]
- Honorowe obywatelstwo Kłodzka (1962)[38]

## Nagrody i wyróżnienia
- Nagroda Państwowa II stopnia „za wybitne osiągnięcia w dziedzinie badań nad torfowiskami” (1952)[39]
- tytuły doktora honoris causa Uniwersytetu Wrocławskiego (1963) i Politechniki Wrocławskiej (1965)[40]
- tytuł Honorowego Obywatela Wrocławia (pośmiertnie, 2018)[41]

## Upamiętnienie
Jego imieniem nazwano Wrocławską Drukarnię Naukową PAN, jeden z wrocławskich bulwarów, szkołę podstawową we Wrocławiu, a także MS Stanisław Kulczyński zwodowany w stoczni im. Adolfa Warskiego. W Jeleniej Górze wzniesiono mu pomnik.
W 2017 Instytut Pamięci Narodowej zamieścił jego nazwisko na liście osób symbolizujących komunizm, wskazując na konieczność zmiany nazw ulic noszących jego imię. Wywołało to sprzeciw ze strony wrocławskiego środowiska akademickiego, w tym Uniwersytetu Wrocławskiego.
Na jego cześć nazwano gatunek przywrotnik Kulczyńskiego (Alchemilla kulczynskii Pawł.), endemit tatrzański.